# Biblioteca Popular de Bella Vista
La Biblioteca Popular de Bella Vista es una institución creada por la Fundación Pedro Milesi con el objeto de rendir homenaje concreto a los anónimos fundadores de Centros de Estudios Sociales de la Pampa Gringa, y de las bibliotecas populares de pueblos y ciudades y para reinstalar prácticas de trabajo social que desde principios de siglo XX hasta los años cuarenta, fueron habituales en las capas populares.
Se encuentra ubicada en el barrio Bella Vista, al sudoeste de la ciudad de Córdoba (Argentina).

## Historia
Pedro Milesi murió en Buenos Aires en el invierno de 1981, a la edad de 92 años. En marzo de 1976 tuvo que escapar de Córdoba, dejando abandonado su hogar, alertado por los secuestros y desapariciones de muchos de sus amigos ―en el marco de la sangrienta dictadura cívico-militar argentina (1976-1983), que dejó 30 000 desaparecidos―. Otros le dieron asilo y lo cuidaron, en distintas partes del país, hasta su muerte. Poco tiempo después de su muerte, algunos de esos amigos acordaron levantar una biblioteca como homenaje a su trayectoria y como manifestación de un compromiso: difundir el conocimiento «especialmente entre quienes carecen de medios materiales o estímulos culturales para aproximarse a él».
Desde 1982 hasta 1988, se recibieron donaciones personales de estudiantes, trabajadores, y profesionales, que lo habían conocido o que compartían el propósito de levantar una Biblioteca. El 28 de noviembre de 1988 se formalizó el acta constitutiva de la Fundación que lleva su nombre.
En 1989 la Fundación Pedro Milesi adquiere un inmueble en la esquina de Rufino Zado y José de Iriarte, en el Barrio de Bella Vista, quince cuadras al sur del Palacio de Justicia, en la ciudad de Córdoba. Abrimos nuestras puertas bajo la propuesta de un espacio de lectura, reflexión e intercambio de problemas y pareceres para adultos, en un barrio con 1800 familias de bajos y muy bajos ingresos, poblado por artesanos, obreros industriales, pequeños comerciantes y algunos empleados públicos. Pero, con el correr de los meses decenas de niños exigieron atención, demandaron actividades y se apropiaron de ese espacio.
La Biblioteca abrió formalmente sus puertas el 4 de junio de 1990, comenzando con 400 volúmenes, un salón de 50 m² cubiertos, una bibliotecaria y una docente. Los arquitectos B. Elkin, A. Falú y M. Curutchet diseñaron un proyecto de desarrollo de la sede, y con una nueva colecta se refaccionó el salón de lectura. Parte de este trabajo fue realizado con la voluntad de vecinos más cercanos y de amigos que compartían objetivos y propuestas.
En 1991, la Swedish International Development Authority, otorgó ―a través de Birkagarden-Latina―, un subsidio, a percibir en tres cuotas anuales, para terminar el proyecto de sede, adquirir una fotocopiadora y solventar algunos gastos en útiles y muebles, así como una beca mensual de 150 dólares para remunerar un coordinador. Cuando finalizó el proyecto, el 30 de junio de 1994, la sede contaba con casi 400 m² cubiertos.
En la actualidad, la Fundación Pedro Milesi y la Biblioteca Popular de Bella Vista, cuentan con cuatro inmuebles propios y uno en comodato, con más de veinte talleres culturales, y con medio centenar de personas entre becarios y voluntarios.

## Objetivos
La Fundación Pedro Milesi y Biblioteca Popular de Bella Vista se propone como objetivo 

promover valores y conductas que contribuyan a desarrollar una conciencia cívica autónoma y crítica. Y facilitar, a quienes carecen de medios materiales o de estímulos culturales, la apropiación del conocimiento, que es un bien social, producto del desarrollo de la humanidad.

Además promueve:
- Encaminarnos hacia el desarrollo del conocimiento, contribuyendo a ponerlo al alcance de todos, a través del estímulo a la lectura y de la utilización de medios gráficos, audiovisuales y electrónicos.
- Unirnos en la tarea de facilitar el acceso a las ciencias, las técnicas y las artes, saberes que consideramos patrimonio de toda la humanidad y producto del esfuerzo común de los seres humanos, difundiéndolo especialmente entre quienes carecen de medios materiales o de estímulos culturales para aproximarse a él.
- Comprometernos en el desafío de formar una conciencia autónoma y crítica que capacite a todos, sin distinción de edad, sexo, clase social ni creencias, para buscar, seleccionar y elaborar la información que nos rodea.

## La Biblioteca
El servicio bibliotecario, pilar mayor de la Fundación Pedro Milesi y Biblioteca Popular de Bella Vista, encuentra su razón de ser en la promoción y animación a la lectura, pensada y entendida en sus dimensiones estética, social y política.
Por su mandato fundacional, por su condición de «comunidad de aprendizaje» y por su adscripción a la educación no formal, se ha ido conformando a lo largo de los años por el diálogo institucional y por la iniciativa comunitaria, para responder (aspirando a ampliarlas y enriquecerlas) a las demandas culturales de los vecinos, que son los que le dan su razón de ser. En este orden de cosas, el Servicio procura abrir oportunidades para que, convocando a compartir y a disfrutar, los lectores chicos y grandes, presentes y futuros, reales y potenciales, desarrollen su imaginación y amplíen su horizonte cultural.
El servicio bibliotecario cuenta con unos 1355 suscriptores a la fecha. Dispone de más de 20 700 volúmenes, que incluyen unos 4500 libros de literatura infantil y juvenil, unos 4500 libros de no ficción, sobre temas de psicología, religión, filosofía, etc., unos 5000 de literatura y unos 5000 de historia.

### La Hemeroteca Pipino González
[CERRADA POR TRABAJO INTERNO]
La Biblioteca cuenta desde mayo de 2005 con una hemeroteca dedicada a publicaciones periódicas que den cuenta de la lucha de clases, movimientos sociales, derechos sociales, arte y literatura en Argentina.
De carácter único en las bibliotecas populares y en la ciudad de Córdoba los más de 500 títulos pretenden dar cuenta de la realidad sociopolítica de la segunda mitad de siglo xx hasta nuestros días. Desde hace más de quince años la institución ha preservado revistas donadas por amigos y allegados a la institución.
Algunas de las publicaciones de la Hemeroteca Pipino González:
- Contorno (1953-1959),
- Crisis (1973-1976/1986-1989),
- Crítica y Utopía (1979-1983),
- Cuadernos de la Comuna (1988-1991),
- El Bimestre (1982-1990),
- El Descamisado (1973-1974),
- El Escarabajo de Oro (1963),
- El Ornitorrinco (1977),
- El Periodista (1984-1988),
- El Peronista (Buenos Aires, 1974),
- El Porteño (1982-1991),
- Estudios (1993-2000),
- Facetas (1973-1976),
- Feminaria (1993-2000),
- Hortensia (1972-1974),
- Humor (1980-1995),
- La Causa Peronista (1974),
- La Grieta y el Sótano (1996-2001),
- La Intemperie (2003-2006),
- La Maga (1992-1997),
- La Rosa Blindada (1964-1966),
- Le Monde Diplomatique (2000-2004),
- Lectura y Vida (1982-2000),
- Liberación (1974),
- Libre (1971-1972),
- Los 70 (1997-2000),
- Lote (1998-2005),
- Lucha armada (2004-2005),
- Manifiesto obrero por el socialismo (1975),
- Militancia (1973-1974),
- No Transar (1963),
- diario Noticias (1973-1974),
- Novedades Educativas (1993-2003),
- Panorama (1963-1977),
- Pasado y Presente (1963-1973),
- Posición (1971-1973),
- Revista de la Liberación (1963-1964),
- Sin Tregua (1962),
- Sudestada (2001-2007),
- Teatro XX (1964-1965),
- Todo es Historia (1967-1989),
- Tramas (1995-2000),
- Tres Puntos (1997-2002),
- Veintitrés (1998-2005),
- Colecciones del CEAL:
  - Historia del movimiento obrero
  - La Historia de la literatura mundial (capítulo universal),
  - La Historia de la literatura argentina (capítulo).